# Hyundai CAOA
Bei der Hyundai CAOA handelt es sich um drei verschiedene Firmen für den Vertrieb und die Produktion von Kraftfahrzeugen der südkoreanischen Automobilmarke Hyundai Motor Company in Brasilien. Diese sind Bestandteil der CAOA-Gruppe, die 1979 vom Mediziner Carlos Alberto de Oliveira Andrade als eine Holdinggesellschaft geschaffen wurde. Heutzutage wird er als Handelspartner für Ford (seit 1979), Subaru (seit 1998) und Hyundai (seit 1999) als einer der erfolgreichsten Geschäftsmänner der brasilianischen Automobilwirtschaft angesehen. Die Hyundai CAOA do Brasil Ltda. wurde am 9. Oktober 1999 mit Unternehmenssitz in Piracicaba gegründet.

## Unternehmensgeschichte
Nach einer Bekanntgabe vom 17. Dezember 2004 verkündete das Unternehmen, ein eigenes Werk zur Produktion von Lastkraftwagen, bauen zu wollen. Als Standort wählte man die Stadt Anápolis. Hier sollten jährlich bis zu 45.000 Fahrzeuge entstehen. Rund 600 Millionen US$ waren für die Errichtung des Werkes veranschlagt. Etwa 5.300 Arbeitsplätze entstanden damals. Für die Herstellung und Anlieferung der Motoren nahm man die Fiat Powertrain Technologies in Verantwortung, die diese seither in ihrem Werk bei Sete Lagoas baut.
Im April 2007 nahm das Werk die Produktion ihres ersten Modells, dem HR, auf. Bei einem weiteren Gruppentreffen am 17. Dezember 2008 hatte man die Gründung zweier Tochtergesellschaften mit Sitz in Cambui beschlossen. So wurden die 179 bestehenden Vertragshändler auf die neu geschaffenen Händlernetzwerke der Hyundai CAOA Interior Ltda. und der Hyundai CAOA Sud Ltda. aufgeteilt. Des Weiteren wurde verkündet die Produktion des Tucson im Februar aufzunehmen, da das Modell in Brasilien nach wie vor sehr beliebt sei. Hyundai hatte seine Produktion in Ulsan bereits eingestellt.
Zwei Jahre später wurde bekannt, dass das Unternehmen sein Werk in Anápolis ab Mai 2011 ausbauen möchte um die maximale Jahreskapazität auf 70.000 Einheiten zu erhöhen. Dies soll darüber hinaus die Produktion zwei weiterer Modelle möglich machen. Zukünftig werden hier dann auch der HD 78 und der ix35 gebaut werden. Für den Ausbau veranschlagte die CAOA-Gruppe eine Investition in der Höhe von 1,4 Milliarden US$. Bis zur Beendigung des Ausbaus werden weitere 1.200 Arbeitsplätze entstehen.

## Modellübersicht

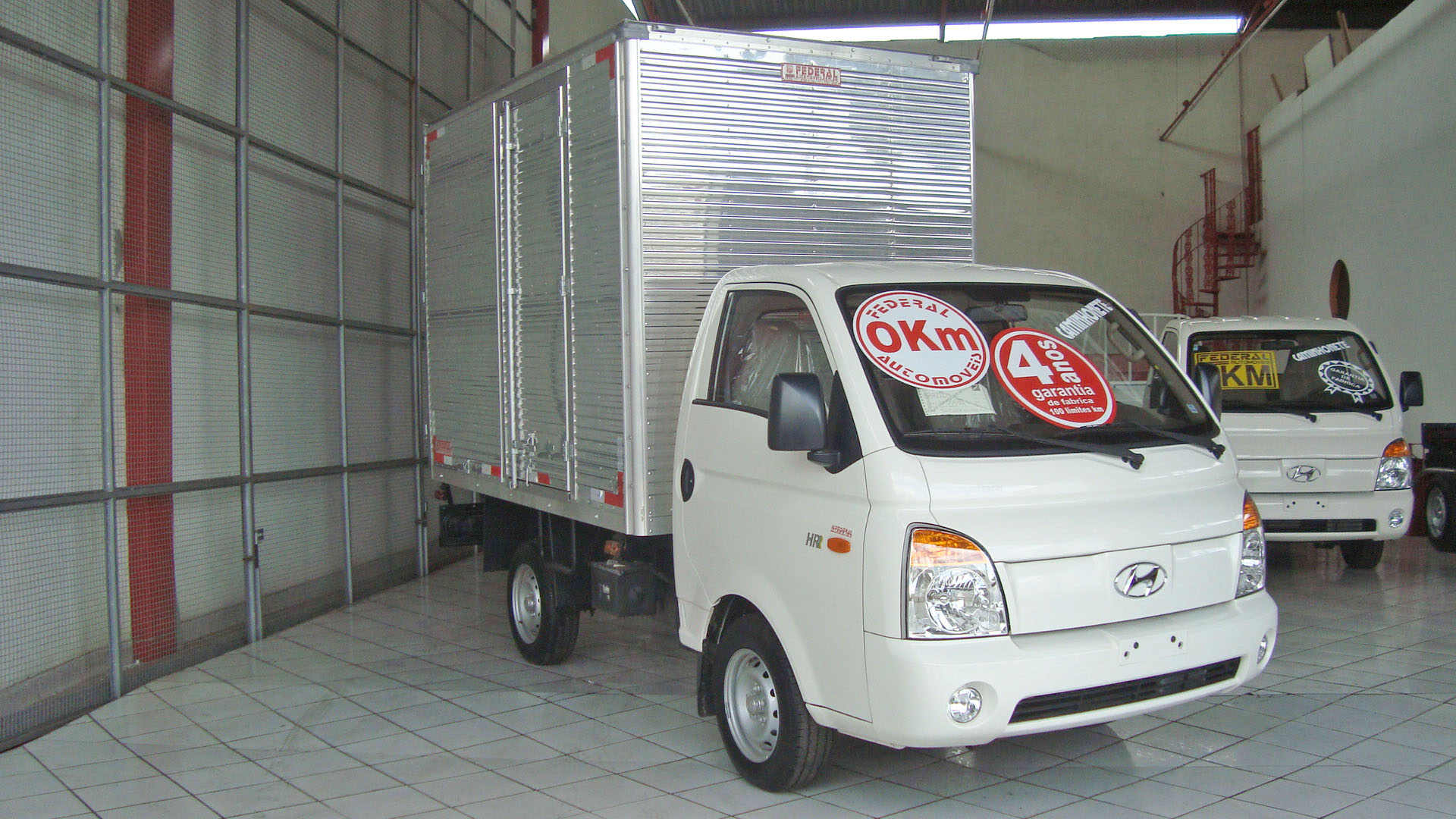
Hyundai HR seit 04/2007
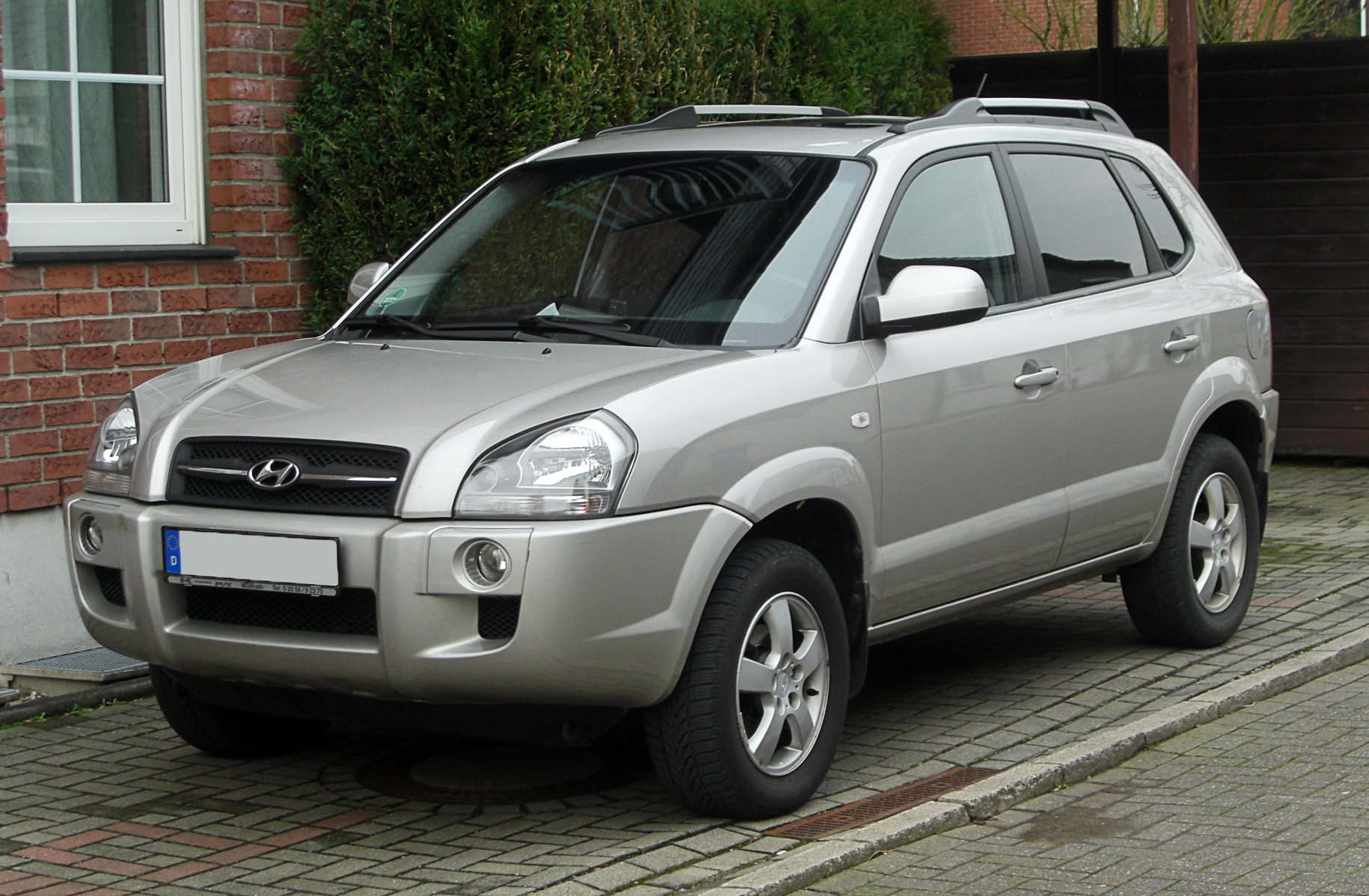
Hyundai Tucson seit 02/2009
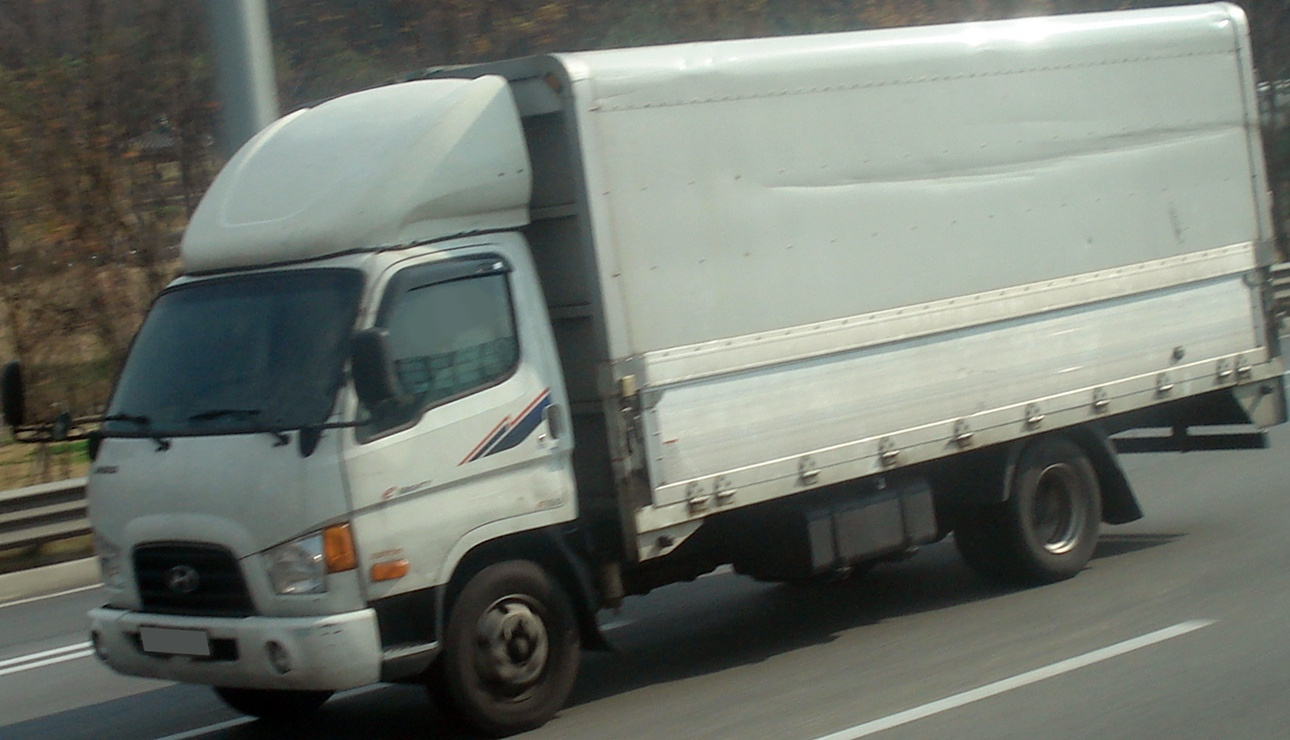
Hyundai HD 78 ab 2012
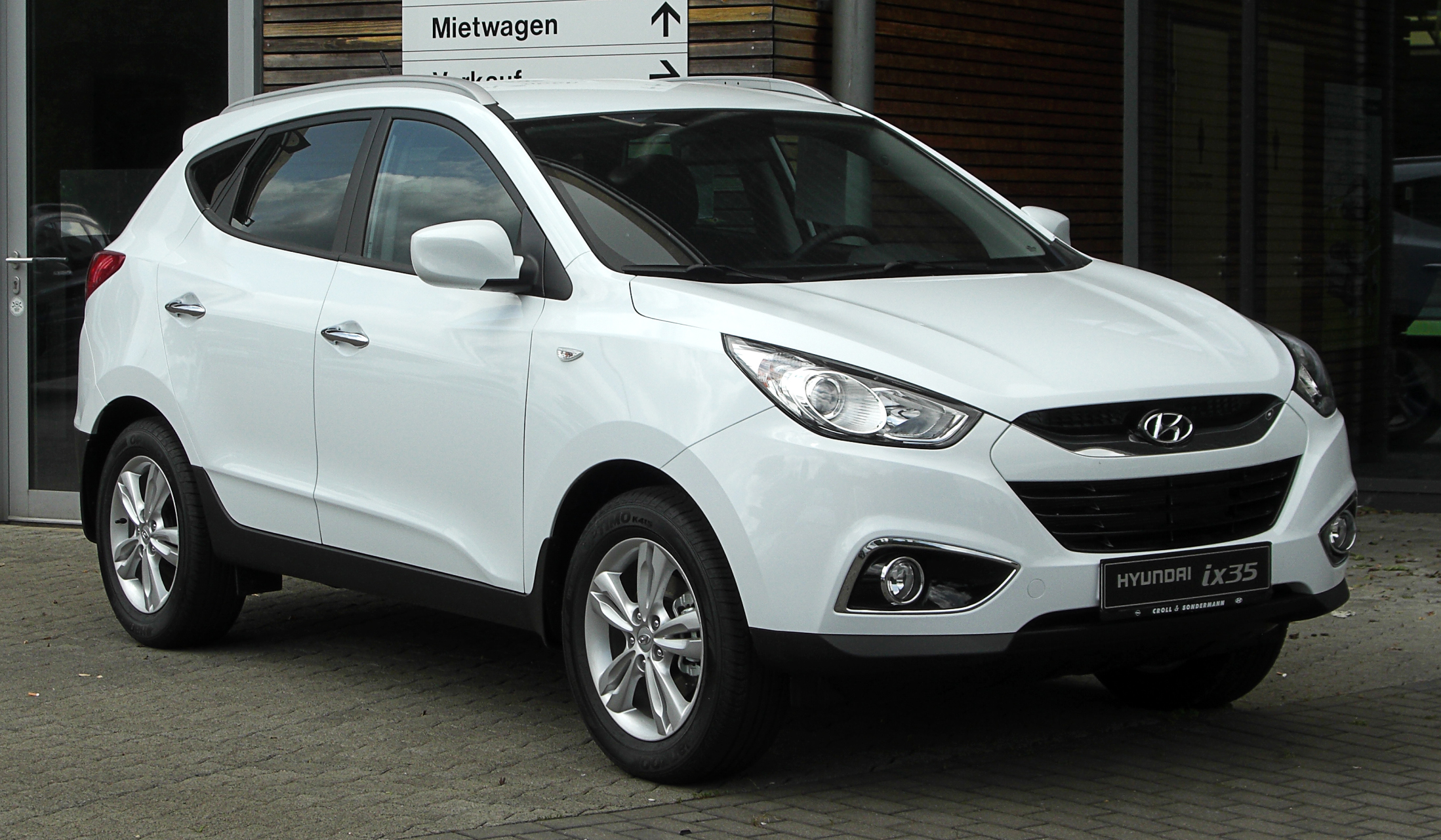
Hyundai ix35 ab 2012